# فن الخط في شرق آسيا

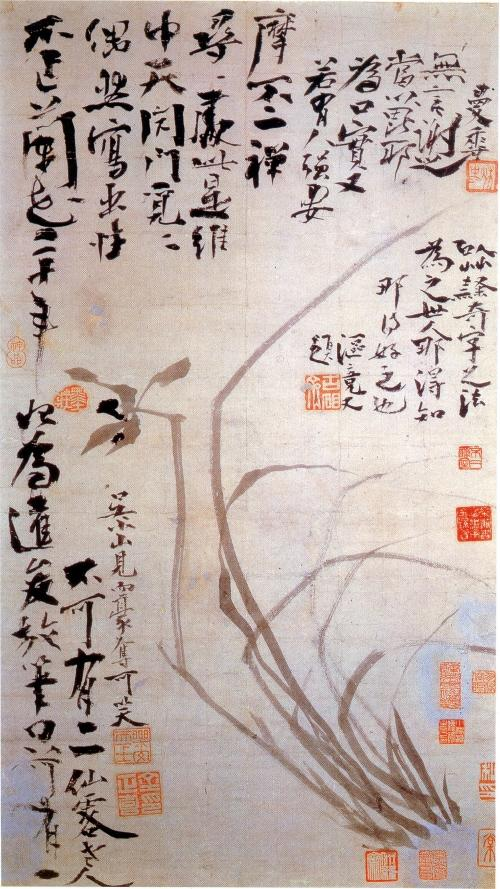
نموذج من كوريا لفن الخط في شرق آسيا، بريشة كيم جيونغهوي

ينتشر فن الخط بشكل واسع في لغات شرق آسيا التي تستخدم الحروف الصينية وخصوصا في الصين واليابان وكوريا، وبشكل أقل في فييتنام. ظهر هذا الفن وتطور تاريخيًا في الصين، وبالتحديد فن كتابة الحروف الصينية بالحبر، وظهرت بعده العديد من فنون الكتابة الأخرى مثل فن الكتابة بالاستعانة بحجارة الحبر.
يعتبر الورق، الحبر، الفرشاة، وحجارة الحبر، الأدوات الأربعة الأساسية في فن الخط شرق الآسيوي، حيث تعرف هذه الأدوات في الصين باسم «الكنوز الأربعة للدراسة» (تقليدية: 文房四寶 / مبسطة: 文房四宝) وفي كوريا باسم «الأصدقاء الأربعة للدراسة» (هانغول: 문방사우 / هانجا: 文房四友).